# Amore Formula 2
Amore Formula 2 è un film del 1970 diretto da Mario Amendola.

## Trama
La storia racconta di due giovani amici, l'inglese Paul Cooper e l'italiano Giorgio Andreini, entrambi piloti di automobili da competizione. A causa di un incidente di gara Giorgio rimane gravemente ferito e l'evento porta Paul a decidere di abbandonare le piste, dedicandosi totalmente all'attività musicale. Giorgio, dopo lunga convalescenza, riprende a correre e, nel frattempo, Paul ha avuto grande fortuna, diventando un cantante di successo.
Nonostante le diverse carriere intraprese, l'amicizia tra i due resta immutata, fino all'entrata in scena della affascinante e disinibita Loreley, della quale entrambi s'infatuano. Loreley si lascia corteggiare da entrambi ben decisa a sedurli, causando una situazione di forte rivalità che sembra incrinare il rapporto di amicizia tra Giorgio e Paul.

## Curiosità
- Durante le pause nelle riprese del film, effettuate a Roma e dintorni, tra l'ottobre e il novembre 1970, Mal e il coprotagonista Giacomo Agostini fecero coppia fissa nella vita notturna della capitale. Dopo essere usciti da un night club del quartiere Prati, in compagnia di due giovani ammiratrici, ingaggiarono una sorta di gara automobilistica sulle deserte strade cittadine, nella notte tra il 28 e il 29 ottobre. Mentre tentava di tenere il passo della Porsche 911 2.2 S di Ago, a bordo della sua ben più potente De Tomaso Mangusta, Mal uscì di strada distruggendo la vettura, ma senza conseguenze fisiche, salvo una distorsione al polso e lievi contusioni per la passeggera.[1]